# Municipio de Shelly
El municipio de Shelly (en inglés: Shelly Township) es un municipio ubicado en el condado de Norman en el estado estadounidense de Minnesota. En el año 2010 tenía una población de 115 habitantes y una densidad poblacional de 1,05 personas por km².

## Geografía
El municipio de Shelly se encuentra ubicado en las coordenadas 47°27′6″N 96°46′49″O / 47.45167, -96.78028. Según la Oficina del Censo de los Estados Unidos, el municipio tiene una superficie total de 109.5 km², de la cual 108,98 km² corresponden a tierra firme y (0,47 %) 0,52 km² es agua.

## Demografía
Según el censo de 2010, había 115 personas residiendo en el municipio de Shelly. La densidad de población era de 1,05 hab./km². De los 115 habitantes, el municipio de Shelly estaba compuesto por el 88,7 % blancos, el 1,74 % eran amerindios, el 3,48 % eran de otras razas y el 6,09 % eran de una mezcla de razas. Del total de la población el 4,35 % eran hispanos o latinos de cualquier raza.